# Canchy, Calvados

Canchy este o comună în departamentul Calvados, Franța. În 1 ianuarie 2022 avea o populație de 202 de locuitori.